# Marlene (album)
Marlene è l'album di debutto della cantante finlandese Aino Venna, pubblicato il 1º aprile 2012 su etichetta discografica Stupido Records.

## Tracce
1. Waltz to Paris – 3:40
2. Electric Soul – 2:53
3. Hail Mary – 4:42
4. Devil Take Care – 3:18
5. Trouble of the World – 4:23
6. I'm Not Here – 5:53
7. Marlene – 3:58
8. Suzette – 3:48
9. Tony My Pony – 2:30
10. War Song – 5:06

## Classifiche
| Classifica (2013) | Posizione massima |
| ----------------- | ----------------- |
| Finlandia         | 23                |